# AAM-N-10 Eagle
Eagle ([ˈiːɡl̩] чит. «Игл», с англ. «орёл», войсковой индекс — AAM-N-10) — американская управляемая ракета класса «воздух—воздух» (УРВВ) сверхбольшой дальности. 
Предназначалась для ведения загоризонтного воздушного боя против перспективных советских истребителей-бомбардировщиков третьего поколения с расстояния превышающего зону досягаемости их бортового вооружения. Была разработана корпорацией «Бендикс» (Bendix Corporation) совместно с корпорацией «Грумман» по заказу ВМС США. Работы над созданием и испытанием ракеты велись в 1959—1961 гг.
Согласно изначальной конструкторской идее, «Игл» должна была стать самой дальнобойной УРВВ из всех когда-либо существовавших Для перехвата советских стратегических бомбардировщиков и ракетоносцев, ракету предполагалось снаряжать ядерной боевой частью.
Ракета вместе с системой управления ракетным вооружением и пусковым устройством входила в комплекс вооружения WS-404. 

Ракета относилась к так называемым «эксклюзивным» ракетам, поскольку проектировалась сугубо под интеграцию в систему управления ракетным вооружением палубного истребителя-перехватчика Douglas F6D Missileer, на внешней подвеске которого предполагалось разместить до шести таких ракет. Отказ потенциального заказчика от закупок самолётов указанной модели в скором времени привёл к отказу от продолжения работы над их вооружением, что привело к сворачиванию проекта. Проект обошёлся американской казне в 53 млн долл.

## Предыстория
Ракета «Игл» была одним из элементов программы комплексного перевооружения ВМС США, которая включала в себя разнообразные образцы нестандартного и конвенционального ракетно-артиллерийского вооружения флота. В июне 1958 года, в журнале «Missiles and Rockets» вышел материал, в котором сообщалось о том, что «Игл» — предмет особой гордости флотских конструкторов-ракетчиков, "самая совершенная система класса «воздух—воздух» из когда-либо задуманных», но с выбором подрядчика для дальнейшей реализации конструкторского замысла военно-морское командование не торопилось.

## История
Выбор подрядчиков

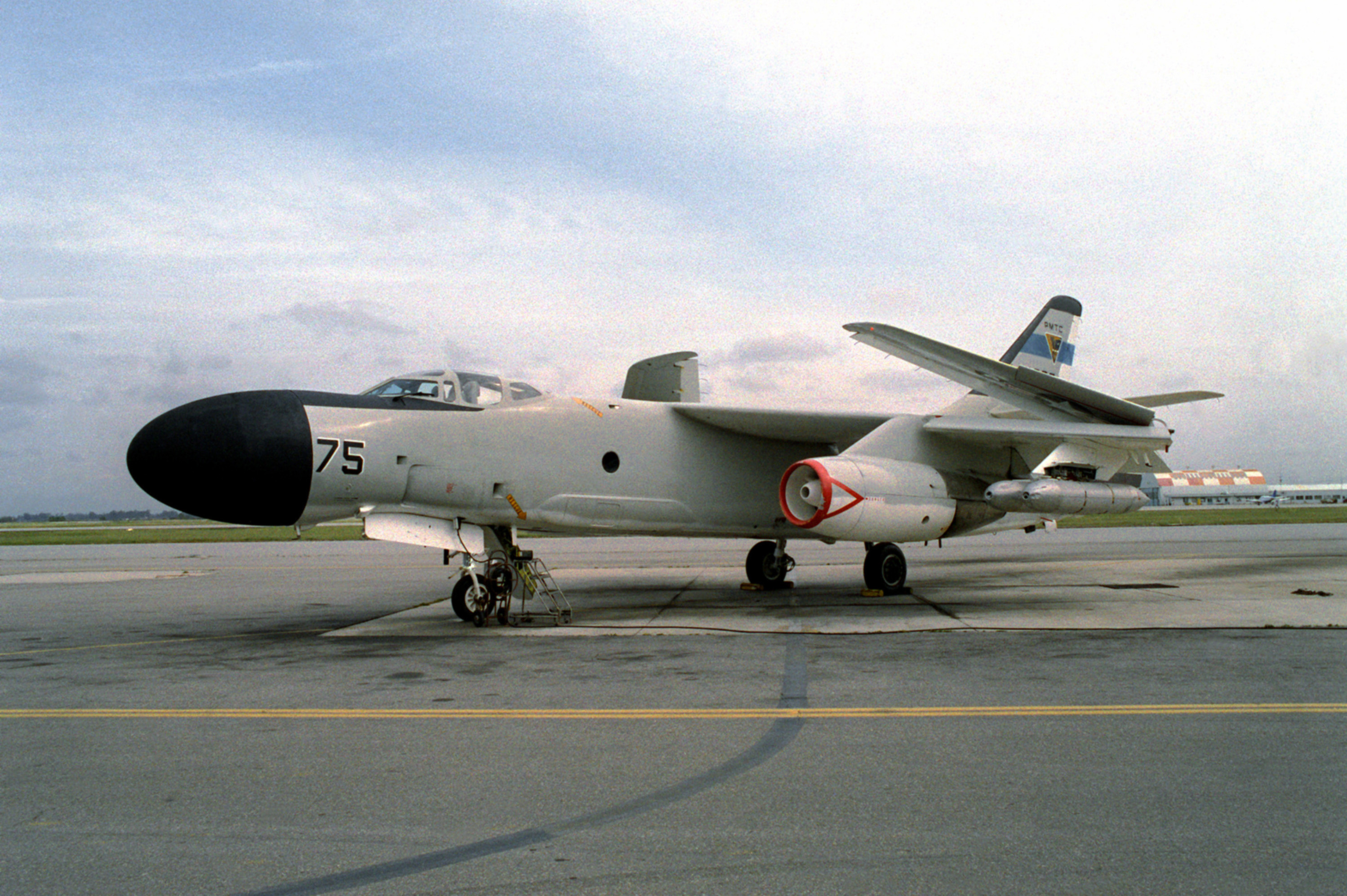
Для испытаний ракеты был специально выделен переоборудованный в летающую лабораторию палубный бомбардировщик NRA-3B

После того, как Главное управление вооружения ВМС США осенью 1958 года выдало требования тактико-технического задания к проектируемой ракете, в конкурс на право получения генерального подряда на проведение опытно-конструкторских работ и серийное производство ракет включилось более десятка компаний военной промышленности: Chance Vought, General Electric, United Aircraft, Westinghouse, Sperry, Douglas El Segundo, North American и командно в парах Radio Corp. of America в паре с Convair и Bendix в паре с Grumman. ТТЗ включало в себя следующее обязательное требование: Ракета должна обладать достаточной помехоустойчивостью для того, чтобы преодолеть противодействие средств радиоэлектронного подавления, бортовых станций постановки помех советских самолётов, для этого контур наведения должен быть защищённым от средств РЭП, система наведения ракеты должна быть комбинированной, включать в себя радиолокационные и оптические (инфракрасные) элементы. Аванпроекты, предложенные компаниями Douglas, North American и парой Bendix-Grumman, реализовали комбинированную систему наведения, включающую в себя бортовую станцию подсветки целей собственной разработки и активную радиолокационную головку самонаведения, разработанную компанией Sanders Associates.
2 января 1959 года было объявлено о победе тандема Bendix — Grumman, с которыми был заключен контракт на проведение дальнейших НИОКР.

### Разработка
В работе над комплексом вооружения, включающим в себя саму ракету, пусковое устройство и сопрягаемое бортовое радиоэлектронное оборудование, участвовали следующие коммерческие структуры:
Генеральный подрядчик
- Системная интеграция — Bendix Corp., Systems Division, Энн-Арбор, Мичиган;
- Комплекс в целом — Bendix Aviation Corp., Мишавока, Индиана;
- Система наведения — Bendix Research Laboratories Division, Детройт, Мичиган (разработка); Sperry-Rand Corp., Sperry Gyroscope Division, Грейт-Нек, Лонг-Айленд (приборная реализация);
- Подсистемы ракеты, сборка, заводской эксплуатационный контроль, регламентное обслуживание — Bendix Pacific Division, Северный Голливуд, Калифорния (разработка и производство);

Субподрядчики
- Корпус и аэродинамические элементы, двигательная установка, пусковое устройство, вспомогательное эксплуатационно-техническое оборудование — Grumman Aircraft Engineering Corp., Бетпейдж, Лонг-Айленд;
- Твердотопливный ракетный двигатель — Aerojet General Corp., Азуса, Калифорния;
- Газовый аккумулятор давления — Garrett Corp., AiResearch Manufacturing Co., Лос-Анджелес, Калифорния;
- Активная радиолокационная головка самонаведения — Sanders Associates, Inc., Нашуа, Нью-Гэмпшир;
- Бортовая тактическая электронная вычислительная система — Litton Industries, Inc., Беверли-Хиллз, Калифорния;
- Бортовая импульсно-доплеровская РЛС обнаружения целей и наведения ракет AN/APQ-81 — Westinghouse Corp., Air Arm Division, Балтимор, Мэриленд.

## Тактико-технические характеристики
Источники информации : 
Общие сведения
- Самолёт-носитель — F6D
- Категории поражаемых целей — одиночные средства воздушного нападения типа «реактивный самолёт»

Зона обстрела
- Зона обнаружения
  - целеуказание бортовой РЛС — 220 км
  - целеуказание с самолёта ДРЛО — 370 км
- Зона пуска — 300 км
- Зона поражения — 200 км
- Досягаемость по высоте — 30 км

Аэродинамические характеристики
- Аэродинамическая компоновочная схема — нормальная
- Средняя скорость полёта на участке разгона — 4322 км/ч
- Средняя скорость полёта на маршевом участке — 5557 км/ч

Массо-габаритные характеристики
- Длина в стартовой конфигурации — 4800 мм
- Длина разгонной ступени — 1270 мм
- Длина маршевой ступени — 3530 мм
- Диаметр корпуса разгонной ступени — 410 мм
- Диаметр корпуса маршевой ступени — 360 мм
- Диаметр оперения разгонной ступени — 1270 мм
- Диаметр оперения маршевой ступени — 860 мм
- Масса в стартовой конфигурации — 582 кг
- Масса разгонной ступени — 287 кг
- Масса маршевой ступени — 295 кг

Боевая часть
- Тип БЧ — осколочно-фугасная или ядерная W42
- Тип предохранительно-исполнительного механизма — дистанционного действия, радиолокационный, срабатывание на объём

Двигательная установка
- Тип ДУ — двухступенчатая
- Тип разгонного двигателя — РДТТ
- Тип маршевого двигателя — РДТТ